# ウィリアムズ・レイク
ウィリアムズ・レイク（英: Williams Lake）は、カナダのブリティッシュコロンビア州カリブー地域の市。人口では地域最大の都市で、クイネルに隣接している。カリブー地域の行政府がおかれている。
「ウィリアムズ・レイク・スタンピード」と言うカルガリー・スタンピードに次ぐカナダ第2のロデオ・フェスティバルで有名である。

## 歴史

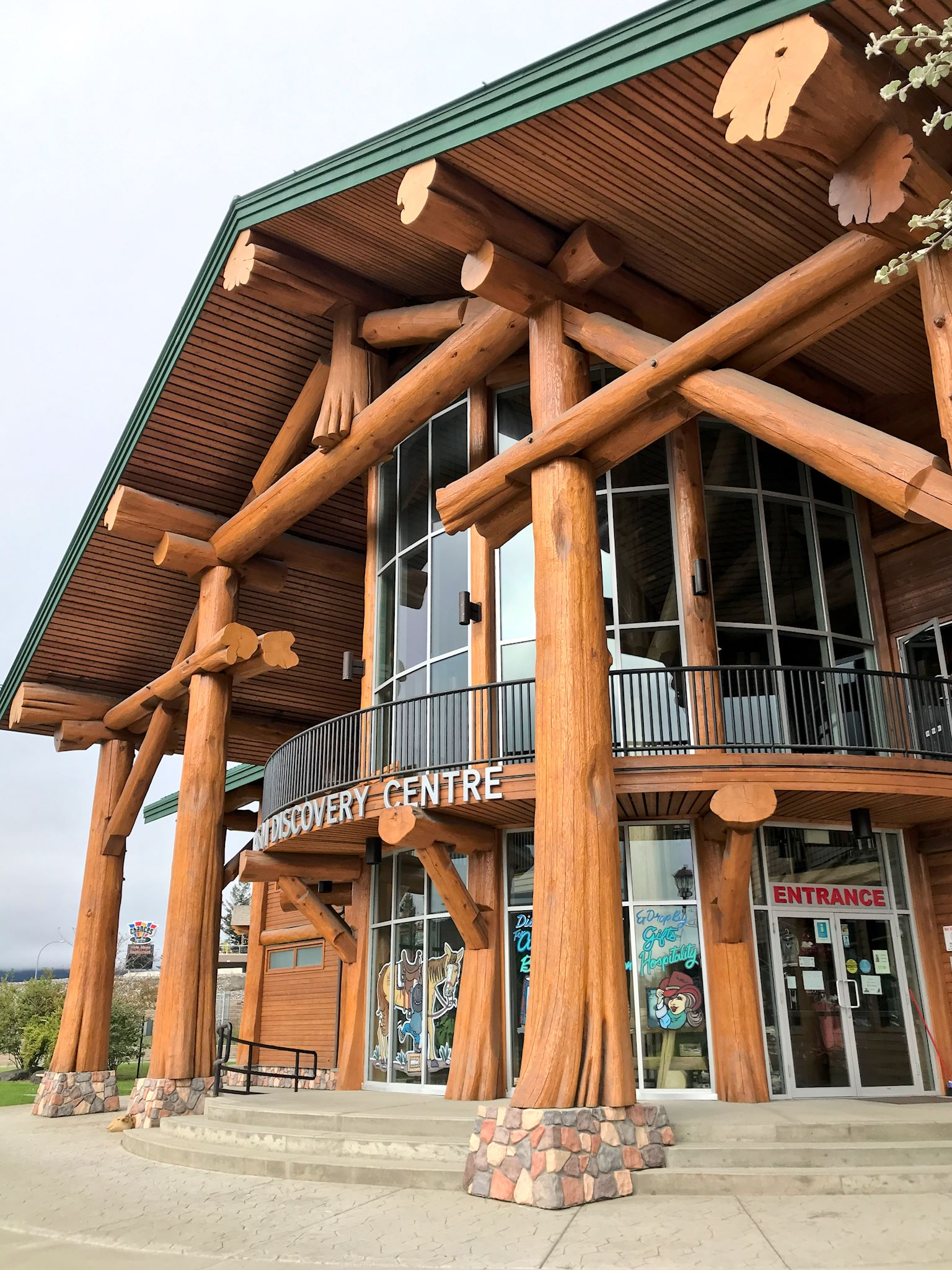
ビジターセンター

ウィリアムズ・レイクと言う名は、1865年に欧州系入植者に対し起こされたチルコーティン族蜂起の際に、部族としての参加に思いとどまったセクウェップム族（シュスワップ族）の部族長にちなんで名付けられた。
地元のファースト・ネーションであるウィリアムズ・レイク・ファースト・ネーション（Williams Lake First Nation）によると、この地域は4,000年前頃にさかのぼることが出来るとされている。文書に残る記録としては、1860年にカリブー・ゴールドラッシュの一環で入植が始まったと記録されている。
1919年にパシフィック・グレートイースタン鉄道（Pacific Great Eastern Railway、後のBCレール及びカナディアン・ナショナル鉄道）の建設が始まると再び復興する。
2017年に、ブリティッシュコロンビア州が大規模な山火事で非常事態宣言を発令、住民に避難指示を発令した。